# فواديسواف كومار
فواديسواف كومار (بالبولندية: Władysław Komar)‏ (11 أبريل 1940 – 17 أغسطس 1998) هو ملاكم بولندي راحل، مثّل بلاده في الألعاب الأولمبية الصيفية في دورات 1964 و1968 و1972.

## روابط خارجية
- فواديسواف كومار على موقع IMDb (الإنجليزية)
- فواديسواف كومار على موقع أول موفي (الإنجليزية)
- فواديسواف كومار على موقع قاعدة بيانات الأفلام السويدية (السويدية)
- فواديسواف كومار على موقع قاعدة بيانات الفيلم (الإنجليزية)

فواديسواف كومار على موقع الاتحاد الدولي لألعاب القوى (الإنجليزية)
- فواديسواف كومار على موقع اللجنة الأولمبية الدولية (الإنجليزية)
- فواديسواف كومار على موقع أوليمبيديا (الإنجليزية)
- فواديسواف كومار على موقع اللجنة الأولمبية البولندية (مؤرشف) (البولندية)